# Cordy Glenn
Cordy Glenn (Riverdale, 18 settembre 1989) è un giocatore di football americano statunitense che gioca nel ruolo di offensive tackle per i Cincinnati Bengals della National Football League (NFL). Fu scelto nel corso del secondo giro (41º assoluto) del Draft NFL 2012 dai Buffalo Bills. Al college ha giocato a football all'Università della Georgia.

## Carriera professionistica

### Buffalo Bills
Considerato la seconda miglior guardia disponibile nel Draft 2012 dopo David DeCastro, il 27 aprile Glenn fu scelto nel corso del secondo giro dai Buffalo Bills. Il 18 maggio firmò il suo contratto con i Bills. Il 9 settembre, Glenn debuttò come professionista nella prima gara della stagione partendo come titolare nella partita contro i New York Jets. La sua stagione da rookie si concluse con 13 presenze, tutte come titolare. La successiva disputò tutte le 16 partite della stagione regolare come partente.
Il 1º marzo 2016, i Bills applicarono su Glenn la franchise tag, garantendogli un contratto di 13,7 milioni di dollari per la stagione a venire.

### Cincinnati Bengals
Nel 2018 Glenn firmò con i Cincinnati Bengals.